# Омі Юкітака
Омі Юкітака (яп. 小見 幸隆, нар. 25 грудня 1952, Токіо —) — японський футболіст, що грав на позиції півзахисника.

## Клубна кар'єра
Грав за команду Йоміурі.

## Виступи за збірну
Дебютував 1978 року в офіційних матчах у складі національної збірної Японії. У формі головної команди країни зіграв 6 матчів.

## Статистика
Статистика виступів у національній збірній.
| Збірна Японії | Збірна Японії | Збірна Японії |
| Роки          | Ігри          | голи          |
| ------------- | ------------- | ------------- |
| 1978          | 1             | 0             |
| 1979          | 0             | 0             |
| 1980          | 5             | 0             |
| Усього        | 6             | 0             |